# Зеда Кірнаті
Зеда Кірнаті (груз. ზედა კირნათი) — село в Грузії.
За даними перепису населення 2014 року в селі проживає 128 осіб.